# Dorfkirche Falkenrehde

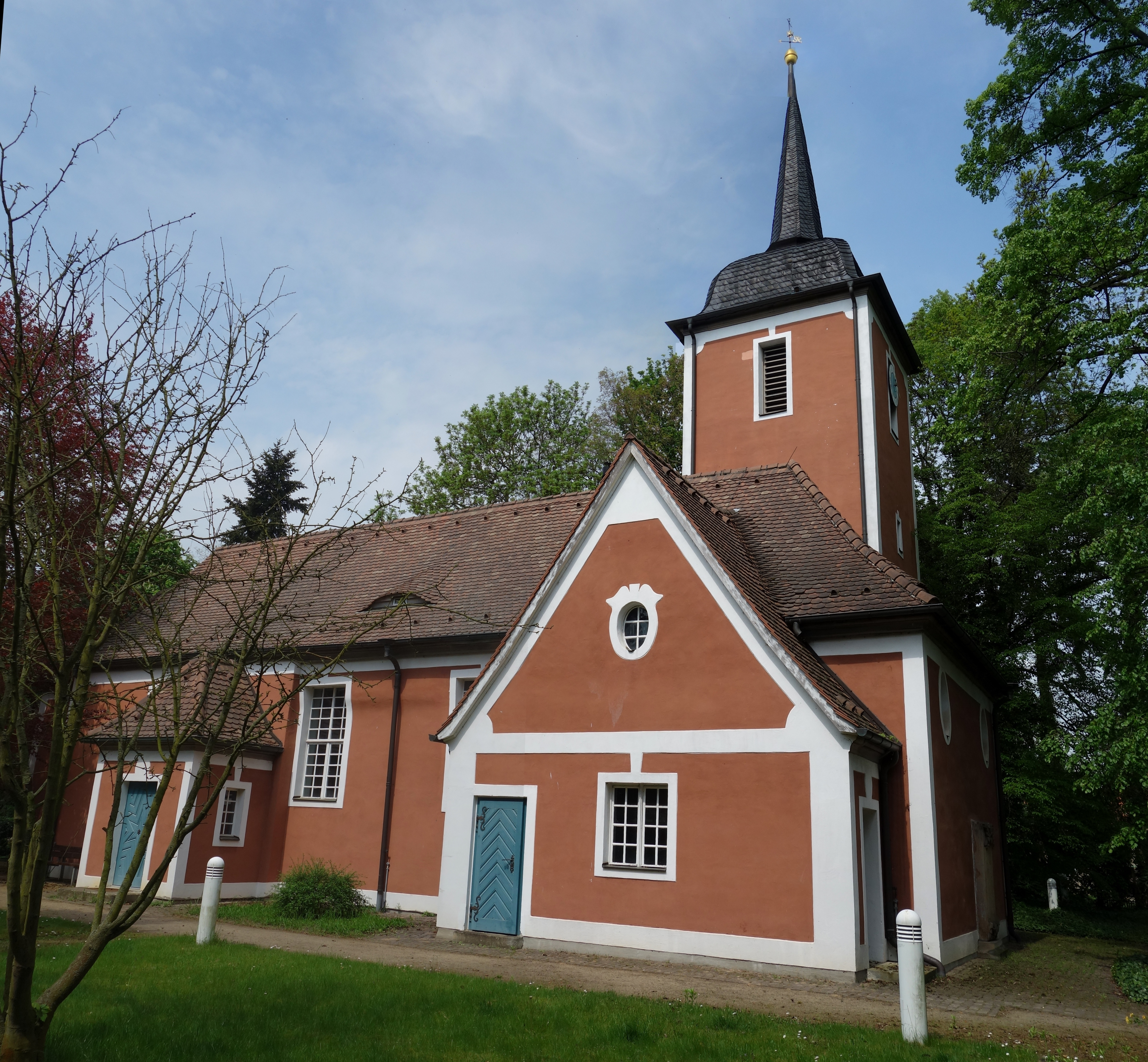
Dorfkirche Falkenrehde

Die evangelische Dorfkirche Falkenrehde ist eine Saalkirche in Falkenrehde, einem Ortsteil der Stadt Ketzin/Havel im Landkreis Havelland im Land Brandenburg. Die Kirchengemeinde gehört zum Pfarrsprengel Fahrland im Kirchenkreis Falkensee der Evangelischen Kirche Berlin-Brandenburg-schlesische Oberlausitz.

## Lage
Die Landstraße 204 führt von Süden kommend in den historischen Ortskern. Im südlichen Bereich zweigt die Landstraße 862 nach Westen hin ab. Die Kirche steht südwestlich dieser Kreuzung auf einem Grundstück mit einem Kirchfriedhof, der mit einer Mauer eingefriedet ist.

## Geschichte
Bereits bei seiner urkundlichen Ersterwähnung im Landbuch Karls IV. im Jahr 1375 waren fünf der 38 Hufen als Pfarrhufen ausgewiesen. Demnach dürfte es im Ort bereits eine Dorfkirche gegeben haben. Die Kirchengemeinde geht sogar noch weiter und vermutet, dass „um 1300“ ein Sakralbau existierte. Dieser war 1381 Mutterkirche, ebenso nachweislich 1626 und 1900. Das Kirchenpatronat lag vor 1471 beim Kloster Jerichow, wechselte danach bis nach 1541 zum Kloster auf dem Berge vor Brandenburg und fiel 1541 an den Kurfürsten. Ab 1580 übernahmen die Familie Diricke sowie die weiteren Besitzer des Dorfes sowie des Gutes das Patronat. In dieser Zeit wechselte auch die Anzahl der Pfarrhufen. So waren 1450 nur noch drei, im Jahr 1480 wieder fünf und 1624 lediglich noch eine Pfarrhufe der Kirche zugewiesen.
Aus einem mittelalterlichen Vorgänger entstand in der Mitte des 18. Jahrhunderts ein Neubau. Das Brandenburgische Landesamt für Denkmalpflege und Archäologische Landesmuseum (BLDAM) vermutet, dass der breite Westteil des Kirchenschiffs dabei auf dem Vorgängerbau entstand. Im November 1869 besuchte Theodor Fontane auf der Suche nach einer enthaupteten Person die Kirche und war dabei offenbar insbesondere an der Gruft interessiert: „Sie (die Kirche) machte einen spukhaften Eindruck, weil sie überall da, wo das Mondlicht durch die Scheiben fiel, so hell war wie bei Tage. Daneben lagen breite Schattenstreifen. An den Wänden und Pfeilern hingen Totenkränze und Brautkronen mit ihren langen bunten Bändern. Es war, als bewegten sie sich bei unserem Eintreten. Wir schritten nun zunächst auf den Altar zu, wo ich im Halbdunkel ein großes Bild zu bemerken glaubte. Wirklich, es war eine Kreuzigung, alles in Rokokomanier, und die Magdalene mit hohem Toupet und Adlernase sah aus wie die Frau von Pompadour. Ich darf sagen, dass das Unheimliche dieses Ortes durch diese Anklänge nur noch gesteigert wurde“. Er fand zwar den Leichnam, dessen Identität konnte jedoch nicht festgestellt werden.
Im Jahr 1910 erfolgte ein tiefgreifender Umbau, bei dem unter anderem die Obergeschosse des Westturms von 1796 abgetragen wurden. Im Nordosten entstand ein neuer Turm, ebenso ein Eingangsvorbau sowie im Süden eine Loge für Prinz Heinrich von Hohenzollern, die der damalige Pächter des Dorfes, der Amtsrat Mankiewicz, in Auftrag gab. Er veranlasste auch den Umbau der Fenster sowie die Neugestaltung des Innenraums. Laut BLDAM entstand dabei eine „einheitliche Farbfassung“, die seit dieser Zeit ein „geschlossenes Ganzes“ bildet. Im Jahr 1992 wurde das Bauwerk saniert.

## Baubeschreibung

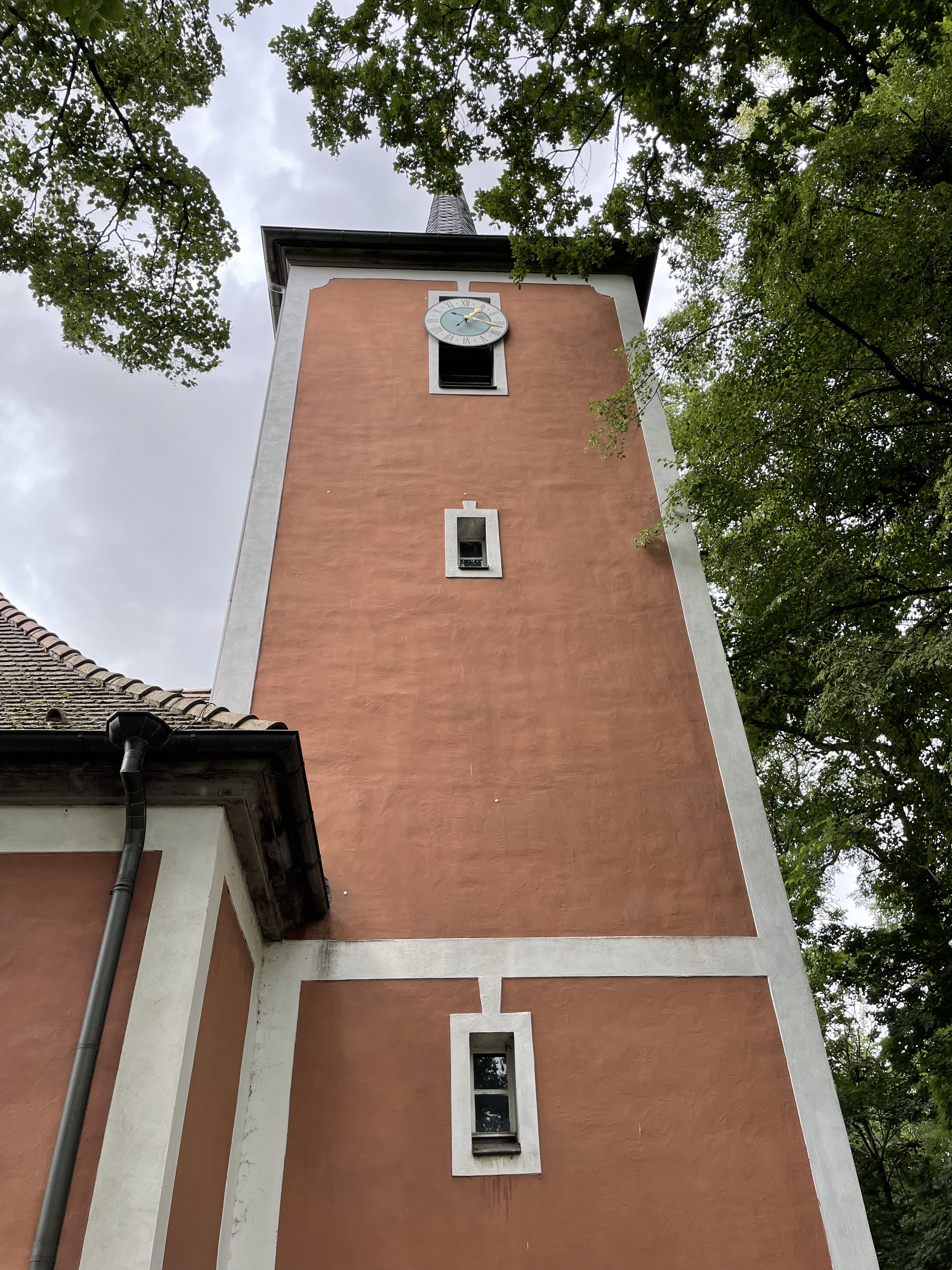
Nordostturm

Das Bauwerk entstand im Wesentlichen aus Mauersteinen, die anschließend verputzt und in einem rot-bräunlichen Farbton angestrichen wurden. Davon heben sich die weiß gestrichenen Gebäudeecken ab. Die Ostseite ist gerade und nicht eingezogen. Am Übergang zum Dach befinden sich zwei hochovale Ochsenaugen, darunter steht mittig ein Epitaph.
An der Südseite befindet sich eine Patronatsloge, die durch eine hochrechteckige Tür von Osten sowie durch eine weitere Tür von Süden her betreten werden kann. Dort befindet sich auch ein kleines und hochrechteckiges Fenster. An der westlich gelegenen Wand des Kirchenschiffs sind drei größere und ebenfalls hochrechteckige Fenster. Mittig ist ein kleiner, ebenfalls rechteckiger Vorbau mit einer Pforte an seiner Südseite. An der Westwand des Schiffs ist je ein weiteres Ochsenauge. Im Westen des Bauwerks befand sich ursprünglich der Kirchturm, der bis auf die Höhe des Kirchenschiffs abgetragen wurde. Dort ist an der Südseite eine ebenfalls hochrechteckige Pforte, darüber ein hochrechteckiges Fenster. Die Westwand ist bis auf eine hochgesetzte Luke geschlossen.
Der Kirchturm befindet sich nach dem umgreifenden Umbau an der Nordostseite des Bauwerks. Er hat einen quadratischen Grundriss und kann durch eine Pforte von Norden her betreten werden. Oberhalb ist mittig ein kleines und hochrechteckiges Fenster. Im mittleren Geschoss ist ein weiteres Fenster, darüber eine Klangarkade, die an der Nordseite durch eine Turmuhr verdeckt wird. Oberhalb ist eine geschweifte Turmhaube, die in einen spitzen Turmhelm mit Turmkugel und Wetterfahne übergeht.

## Ausstattung

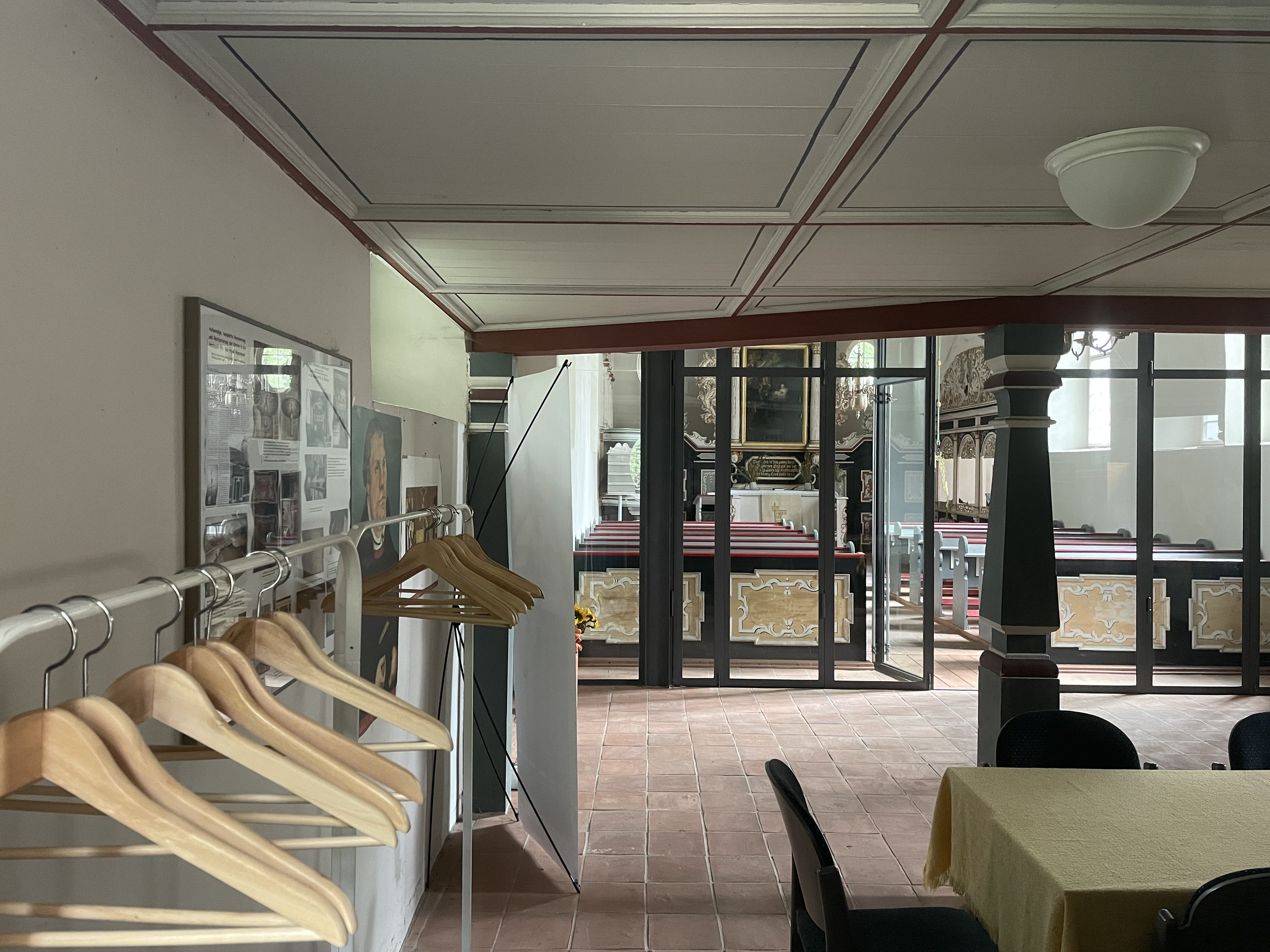
Blick ins Kirchenschiff

Das Altarretabel ist nach Angaben des BLDAM „streng“ ausgeführt und mit Akanthus verziert. Es zeigt im Altarblatt eine Nachbildung der Heiligen Nacht von Antonio da Correggio, die Karl Makowitschka um 1910 anfertigte. Das Retabel ist in Seitenwände mit Türen eingelassen. Die Kanzel mit Schalldeckel entstand im Jahr 1809. Aus der Mitte des 18. Jahrhunderts stammt eine freihängende Fünte bestehend aus einer runden Holzplatte mit Taufschale, durch die zwei vergoldete Eisenbügel aus Rankenwerk, Rocaille und Putten gehalten wird. Zur weiteren Kirchenausstattung gehört ein ehemaliges Altarbild, dass die Grablegung Christi zeigt und ebenfalls aus der Mitte des 18. Jahrhunderts stammt. Ein silbernes Kruzifix sowie zwei Altarleuchter kamen als Geschenk des Prinzen Heinrich im Oktober 1910 zur Kirchweihe in das Gebäude. Die Gruft ist im 21. Jahrhundert zugeschüttet.
Das Bauwerk trägt im Innern eine tonnengewölbte Decke, die im neobarocker Malerei verziert ist. In großen Feldern sind ein Lamm mit Siegesfahne sowie Tauben inmitten von Wolken abgebildet.
Die Orgel errichtete die Firma Alexander Schuke Potsdam Orgelbau im Jahr 1911. Das Instrument ist im Jahr 2021 nicht spielbar.
An der äußeren Ostwand steht ein Epitaph, das an den 1776 verstorbenen Hermann Christoph Hoffmann erinnert. Unter Denkmalschutz stehen weiterhin ein Ehrenfriedhof für sowjetische Kriegsgefangene sowie das Eingangsportal.